# Општина Карпен (Долж)
Карпен (рум. Carpen) општина је у Румунији у округу Долж.
Oпштина се налази на надморској висини од 243 m.